# Buramira
Buramira ist eine von vier Zellen (Verwaltungseinheiten 4. Ebene) im Sektor Kimonyi des Distrikts Musanze in der Nordprovinz von Ruanda. Sie liegt auf einer Höhe von etwa 1820 m. Nachbarzellen sind im Nordosten Birira, im Osten Songa, im Südosten Cyogo, im Südwesten  Mbizi und im Nordwesten Gakingo. Durch Buramira verläuft eine District Road, die jedoch Stand 2022 nicht asphaltiert ist.